# Team Idea 2010 ASD
L'equip Team Idea 2010 ASD va ser un equip ciclista italià, de ciclisme en ruta amb categoria continental. Va competir de 2010 a 2015.
La temporada 2012 va tenir un equip reserva de categoria sub-23 anomenat "Team Idea 2010"

## Principals resultats
- Giro del Medio Brenta: Matteo Busato (2012) (equip reserva)
- Gran Premi d'Izola: Christian Delle Stelle (2014)
- Trofeu Edil C: Francesco Reda (2015)
- Volta a Eslovàquia: Davide Viganò (2015)

### A les grans voltes
- Giro d'Itàlia
  - 0 participacions

- Tour de França
  - 0 participacions

- Volta a Espanya
  - 0 participacions

## Classificacions UCI
L'equip participà en els Circuits continentals de ciclisme el 2012 i de 2014 a 2015. La següent classificació estableix la posició de l'equip en finalitzar la temporada.
UCI Europa Tour
| Temporada | Classificació per equips | Millor ciclista en la classificació individual |
| --------- | ------------------------ | ---------------------------------------------- |
| 2012      | 25è                      | Andrea Palini (19è)                            |
| 2014      | 67è                      | Mirko Tedeschi (205è)                          |
| 2015      | 36è                      | Davide Viganò (47è)                            |